# قلعة سعيدة (الخبت)

تعديل مصدري - تعديل

قلعة سعيدة هي إحدى قرى عزلة بني عمارة بمديرية الخبت التابعة لمحافظة المحويت، بلغ تعداد سكانها 338 نسمة حسب تعداد اليمن لعام 2004.